# アヴァンギャルド・ジャズ
アヴァンギャルド・ジャズ（Avant-garde jazz、意味は「前衛ジャズ」、「アヴァン・ジャズ」および「エクスペリメンタル・ジャズ」としても知られる）は、アヴァンギャルド・アート・ミュージックとジャズの作曲を組み合わせた音楽と即興のスタイルである。1950年代に始まり、1960年代に開発された。もともとはフリー・ジャズと同義だったが、多くのアヴァンギャルド・ジャズはそのスタイルとは異なるものだった。

## 歴史

### 1950年代
アヴァンギャルド・ジャズは、1950年代半ばから後半に、予め書かれたものと即興的なものの間の境界を曖昧にする実践の中で、ビバップやポスト・バップの作法を拒否するに至ったインプロヴァイザーたちの間から始まった。やがてフリー・ジャズからも離れて、異なる音楽に適用されるようになり、作曲されたメロディの使用によって構造と組織を強調し、変化はするとしても予め定められた拍子と調性をもち、ソリストと伴奏の区別を強調した。

### 1960年代
シカゴでは、AACM (Association for the Advancement of Creative Musicians)が独自のアヴァンギャルド・ジャズを追求し始めた。AACMのミュージシャン（ムハル・リチャード・エイブラムス、アンソニー・ブラクストン、ロスコー・ミッチェル、ハミッド・ドレイク、アート・アンサンブル・オブ・シカゴ）は折衷主義に傾倒していた。ブラック・アーツ・ムーヴメントの重要人物である詩人アミリ・バラカは、ニューヨーク・アート・カルテット（「Black Dada Nihilismus」、1964年、ESP）や、サニー・マレイ（「Black Art」、1965年、Jihad）といったミュージシャンによる楽曲でスポークン・ワードをレコーディングした。

## 特筆すべきミュージシャン
- アリス・コルトレーン
- セシル・テイラー
- レニー・トリスターノ
- ジミー・ジュフリー
- サン・ラ
- オーネット・コールマン
- ジョン・コルトレーン
- チャールズ・ミンガス
- アーチー・シェップ
- ファラオ・サンダース
- アルバート・アイラー
- ドン・チェリー
- ジョン・ゾーン
- 前述のAACMに属するミュージシャン

## 書誌
- Berendt, Joachim E. (1992). The Jazz Book: From Ragtime to Fusion and Beyond. Revised by Günther Huesmann, translated by H. and B. Bredigkeit with Dan Morgenstern. Brooklyn: Lawrence Hill Books. ISBN 1-55652-098-0
- Kofsky, Frank (1970). Black Nationalism and the Revolution in Music. New York: Pathfinder Press.
- Mandel, Howard (2008). Miles, Ornette, Cecil:  Jazz Beyond Jazz. Preface by Greg Tate. New York City: Routledge. ISBN 0415967147